# Dodge M4S

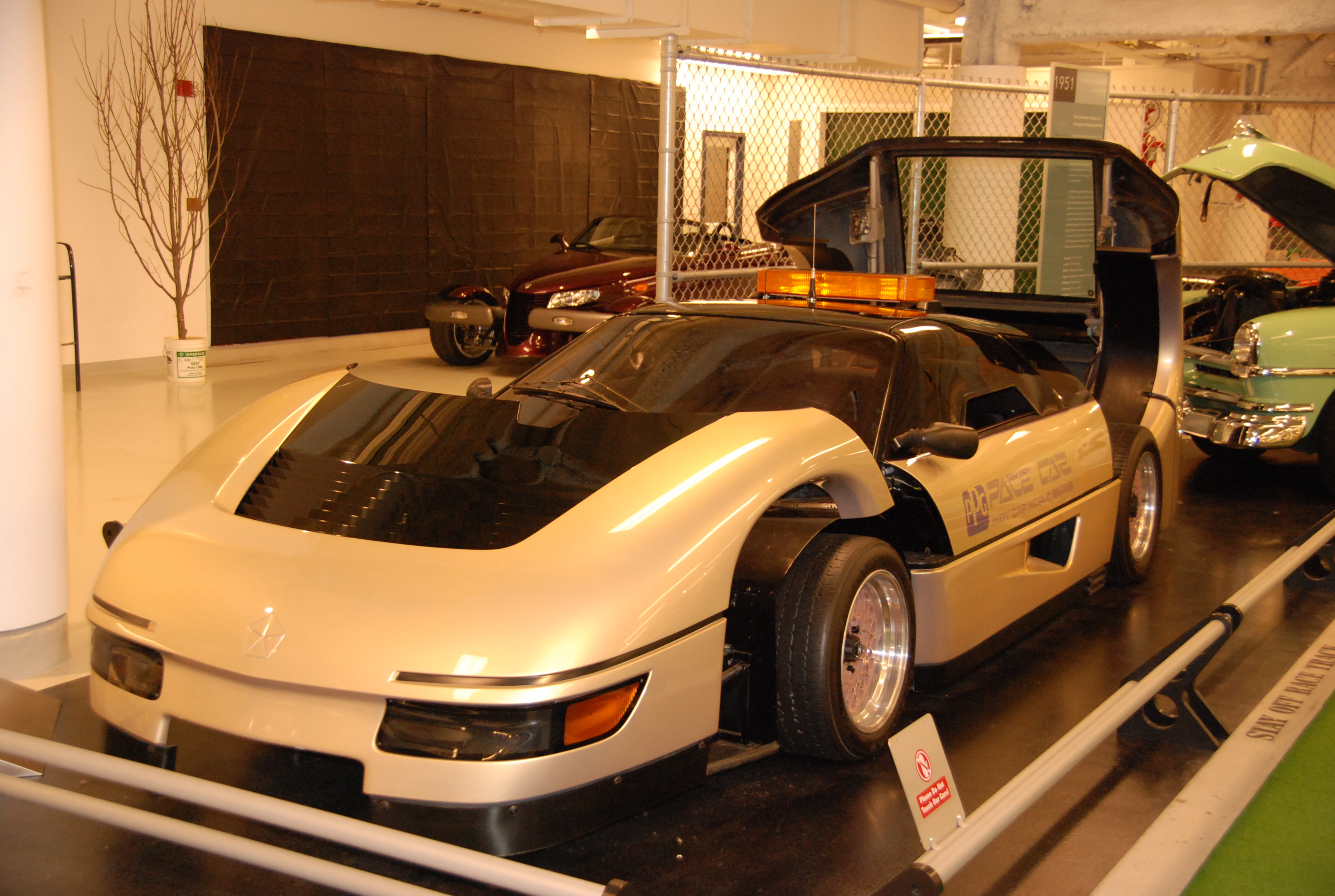
Foto do Dodge M4S.

O Dodge M4S é um protótipo americano de cupê esportivo de alto desempenho que foi originalmente projetado e construído pela Dodge em 1981 como um veículo de demonstração de tecnologia. Foi projetado pelo então designer-chefe da Dodge, Bob Ackerman. A designação M4S significa “Motor central, 4 cilindros, Sport“. Desde o início, o carro foi concebdo para ser construído como um protótipo totalmente projetado, e não como uma peça de exibição. Como foi planejado para ser usado como pace car, foi projetado para atingir uma velocidade máxima de 200 milhas por hora (322 km/h) .
A Chrysler projetou a carroceria e foram realizados diversos testes em túnel de vento para que o veículo obtivesse um coeficiente de arrasto de 0,236. Embora o projeto tenha sido da Chrysler, a construção do veículo foi terceirizada. O chassi do carro de corrida semimonocoque foi encomendado à Huffaker, da Califórnia. A 3-D Industries de Madison Heights, Michigan, modelou a carroceria e criou os moldes. A Special Projects, Inc. de Plymouth, Michigan, moldou os painéis da carroceria, montou a carroceria e o interior e deu ao carro sua cor de pintura “marrom rootbeer”, pintando camadas de pérola sobre uma base preta. A Specialized Vehicles, Inc., de Troy, Michigan, ficou encarregada pela montagem final e manutenção do carro concluído.
O carro ficou famoso por sua aparição no filme The Wraith com Charlie Sheen, um filme sobrenatural de 1986. O carro com motor central teve uma velocidade máxima testada e confirmada de 194,8 milhas por hora (314 km/h) </ref> e pode ir de 0 a 60 milhas por hora (97 km/h) em 4,1 segundos, com mais de 440 horsepower-horas (328 kW·h) sob o capô proveniente de seu motor de indução forçada de 4 cilindros e 2,2 litros de cilindrada relativamente pequena.
Desde então, o carro ganhou um culto entusiasta pelo seu design de apelo futurista e motivado pela fama que ganhou ao aparecer em The Wraith.